# Фонд Аль-Хидмат
Фонд Аль-Хидмат (англ. Al-Khidmat Foundation, урду الخدمت‎) — некоммерческая неправительственная благотворительная организация; согласно внутреннему источнику, самая большая и организованная сеть, обеспечивающая гуманитарную помощь по всему Пакистану. По состоянию на май 2014 года, президент фонда — доктор Хафиз ур Рехман (англ. Hafeez ur Rehman). Цель фонда — служение человечеству без дискриминации по религии, расе, секте, касте, языку или политической принадлежности. Фонд Аль-Хидмат также помогает людям, пострадавшим от стихийных бедствий (таких как землетрясения и наводнения), перемещённым лицам и беженцам.

## История
Фонд Аль-Хидмат является одним из ведущих некоммерческих и независимых организаций в Пакистане, полностью посвящённых гуманитарным услугам. Хотя фонд официально зарегистрирован в 1990 году как неправительственная организация (а в 1992 году был зарегистрирован правительством Пакистана в качестве НПО в рамках Закона XXI 1860 под своим нынешним названием и формой), он имеет обширные связи с государственными службами.
Женское крыло фонда, Аль-Хидмат «Женское доверие» (англ. Al-Khidmat Women Trust), было создано в 1980 году. По состоянию на май 2014 года, оно имеет центры в шести городах в Пакистане (Карачи, Лахор, Исламабад, Фейсалабад, Пешавар, Хайдарабад).
Работники и волонтеры фонда оказывают помощь пострадавшим людям по всей стране: помощь в восстановлении и развитии, получении качественного образования и здравоохранения, услуг коммунальных служб, микрофинансирование нуждающихся, забота о сиротах и т. д.
Фонд работает в качестве независимой, неправительственной, некоммерческой и благотворительной организации, не имеет никаких связей с какой-либо региональной этнической или политической организацией в Пакистане или в любой точке мира. Аль-Хидмат занимается и поддерживает исключительно благотворительные мероприятия и программы.

## Проекты
Философией проектов, осуществляемых в Аль-Хидмат, является служение человечеству любым возможным способом. Текущие проекты включают: образование для девочек и мальчиков в отдаленных районах Пакистана, искоренение неграмотности взрослого населения, расширение возможностей женщин, строительство больниц, программы по защите беженцев, ремонт университета Нангархар в Афганистане, мобильные амбулатории, спонсорские проекты по защите сирот, обеспечение чистой питьевой водой в отдалённых районах (путём предоставления трубчатых колодцев и водяных насосов), субсидируется вакцинация против гепатита B, оказание чрезвычайной помощи в виде сухих пайков, палаток, одеял, строительных материалов, медикаментов, медицинской помощи, подарки на Рамадан, бесплатные ветеринарные лагеря в отдалённых районах, донорство и переливание крови и т.д.

### Операции по оказанию помощи во время землетрясения 2005 года
Наряду с другими организациями, Фонд Аль-Хидмат участвовал в операции по оказанию помощи жертвам землетрясения 2005 года. Аль- Хидмат, как сообщается, было предоставлено более 10 000 приютов и временных домов для пострадавших

### Операции по оказанию помощи в течение 2009 года
С началом военных действий против боевиков в северной части провинции Хайбер-Пахтунхва (на тот момент и до апреля 2010 года Се́веро-за́падная пограни́чная прови́нция - СЗПП), более 2,5 млн человек остались без крова. Аль-Хидмат, с его командами добровольцев, создали много лагерей для этих внутренне перемещённых лиц, предоставили сотни автомобилей. При поддержке Исламской медицинской ассоциации врачей Пакистана (PIMA), было создано несколько медицинских центров, служба скорой помощи. Была начата общенациональная кампания по сбору пожертвований.

### Операции по оказанию помощи в течение наводнений 2010 года
Аль-Хидмат предоставил помощь в районы, пострадавшие от наводнения 2010 года в Пакистане. Большое количество добровольцев Аль-Хидмат, транспортных средств и машин скорой помощи приняли участие в спасательных операциях в различных областях, спасая многочисленные жизни и помогая эвакуировать население из затопленных мест. Более 22 000 добровольцев приняли участие в мерах по оказанию помощи, установлении около 1000 лагерей для проживания и около 700 медицинских лагерей в пострадавших районах. Правительство Японии выделило фонду грант более $400 000 для поддержки людей, пострадавших от наводнения.